# Dolon
Dolon (gr. Δόλων) – w mitologii greckiej syn Eumedesa (woźnego, herolda), jego jedyny męski potomek. Posiadał 5 sióstr nieznanych z imienia.
Niewielkiej postury, uważany za szybkiego biegacza. Występuje w Iliadzie Homera. Po zakończeniu II bitwy Trojanie pozostają poza murami miasta, co pozostawało w sprzeczności z zasadami sztuki wojennej. Aby zdecydować co czynić dalej postanawiają wysłać zwiad. Dolon zgłasza się na ochotnika jako zwiadowca. W nagrodę żąda koni oraz rydwanu Achillesa, na co Hektor wyraża zgodę. Dolon wyrusza na rekonesans ubrany w wilczą skórę, uzbrojony w łuk, kołczan ze strzałami oraz oszczep stalowy. Podczas swej misji zostaje schwytany przez Odyseusza i Diomedesa udających się na przeszpiegi od obozu Trojan. Uwięziony i ranny Dolon prosi o darowanie życia oferując znaczny okup. Podczas błagań o wolność Dolon wyjawia Odyseuszowi informacje o obozie Trojan i ich sprzymierzeńców (lokalizacja obozu, rozmieszczenie wojsk, straży itp.). Po uzyskaniu potrzebnych wiadomości Diomedes zabija Dolona odcinając mu głowę mieczem. Odyseusz zabiera łupy z ciała Dolona (oszczep, przyłbice, łuk, wilczą skórę). Poświęca je Palladzie i prosi ją o wsparcie. Łup Dolona ozdobił następnie statek Odyseusza (do czasu złożenia przyrzeczonej ofiary). Syn Dolona Eumedes, noszący imię po swoim dziadku, przeżył wojnę trojańską, by później walczyć i zginąć pod dowództwem Eneasza w Italii.

Ale wśród Trojan był Dolon, syn Eumedesa, herolda
bogom równego, co złota i spiżu miał pod dostatkiem.
Niezbyt był piękny z postawy, lecz rącze nogi posiadał;
jednym był męskim potomkiem między pięcioma siostrami.
Przeł. Kazimiera Jeżewska